# Амликон-Биссегг
Амликон-Биссегг (нем. Amlikon-Bissegg) — коммуна в Швейцарии, в кантоне Тургау.
Входит в состав округа Вайнфельден. Население составляет 1223 человека (на 31 декабря 2007 года). Официальный код — 4881.